# José Contreras Arrau
José Raúl Contreras Arrau (Villa Alemana, V Región de Valparaíso, Chile, 23 de marzo de 1982) es un exfutbolista chileno. Jugó de defensa.

## Trayectoria
Juega de defensa o volante y ha actuado como profesional en Santiago Wanderers, club donde debutó el año 2000, ha jugado también en la Universidad de Chile  y en Audax Italiano.
El viernes 11 de enero de 2008 la Universidad de Chile llega a un acuerdo económico con Huachipato, el cual fue adquirir el 100 por ciento del pase de José Contreras, a cambio de US$150.000, con el tiempo se volvió titular indiscutido siendo uno de los artífices del título logrado el Torneo de Apertura 2009.
En junio de 2011 se confirma su vuelta a Huachipato tras no contar con oportunidades de jugar en la U al no ser del gusto del director técnico Jorge Sampaoli. Se corona campeón del 2012-C, siendo una de las grandes figuras, permanece en el club hasta 2014.
A mediados de 2014 se va al Audax Italiano, donde coincide con su exentrenador de Huachipato Jorge Pellicer, se queda en el club itálico hasta 2016, donde pone punto final a su carrera deportiva.

## Selección nacional
En junio de 2003 fue invitado a una gira de la selección adulta a China donde su equipo empató a 0 y "Firuláis" no jugó, en tanto, ese mismo año y parte del 2004 fue miembro permanente del seleccionado sub-23 donde disputó el Preolímpico realizado en Chile.
Debuta en el 2006 por la adulta y participa de la gira europea (en 2 partidos), hasta la fecha tiene 9 partidos internacionales.
Debutó el 25 de abril de 2006 frente a Nueva Zelanda y su último partido fue el 23 de mayo de 2007 frente a Haití.

## Clubes
| Club                 | País  | Año       |
| -------------------- | ----- | --------- |
| Santiago Wanderers   | Chile | 2000-2006 |
| Huachipato           | Chile | 2007      |
| Universidad de Chile | Chile | 2008-2011 |
| Huachipato           | Chile | 2011-2014 |
| Audax Italiano       | Chile | 2014-2016 |

## Palmarés

### Campeonatos nacionales
| Título           | Club                 | País  | Año    |
| ---------------- | -------------------- | ----- | ------ |
| Primera División | Santiago Wanderers   | Chile | 2001   |
| Primera División | Universidad de Chile | Chile | 2009-A |
| Primera División | Universidad de Chile | Chile | 2011-A |
| Primera División | Huachipato           | Chile | 2012-C |